# 南濟州郡
南濟州郡（：／ Namjeju gun */?），是大韓民國已撤銷的行政區劃，屬於濟州道的一個郡，在2006年7月1日併入西歸浦市。撤銷前管轄3個邑、2個面。

## 行政區
| 行政區 | 諺文   |
| ------ | ------ |
| 大靜邑 | 대정읍 |
| 南元邑 | 남원읍 |
| 城山邑 | 성산읍 |
| 安德面 | 안덕면 |
| 楸子面 | 추자면 |
| 表善面 | 표선면 |